# Birkan Akyol
Birkan Akyol (* 13. Februar 1992) ist ein deutscher Profiboxer türkisch/aserbaidschanischer Abstammung im Schwergewicht.

## Amateurkarriere
In seinem Werdegang als Amateur verzeichnet Akyol 18 Kämpfe, darunter 14 Siege, 1 Unentschieden und 3 Niederlagen. Unter anderem war er Mittelrheinmeister 2008, NRW-Meister 2008, 3. Platz bei den deutschen Meisterschaften, 2009 Vize-Mittelrheinmeister sowie Vize-NRW-Meister.

## Profikarriere
Am 30. März 2012 bestritt Birkan Akyol seinen ersten Profikampf gegen Rushid Sewim mit einem Sieg nach nur 2 Minuten und 8 Sekunden.
Ein guter Start in seine Karriere als Profiboxer.
Der zweite Profikampf fand am 21. Dezember 2012 ebenfalls im Maritim Hotel Köln gegen Peter Böhm statt. Wieder siegte Akyol und lieferte den Zuschauern einen sauberen Boxkampf.

## Liste der Profiboxkämpfe
|      |              |                  |                     |                                      |        |
| Jahr | Tag          | Gegner/Kampfziel | Ort                 | Ergebnis                             | Runden |
| 2012 | 30. März     | Rushid Sewim     | Maritim Hotel, Köln | Sieg – KO                            | 1/4    |
| 2012 | 21. Dezember | Peter Böhm       | Maritim Hotel, Köln | Punktsieg – Einstimmige Entscheidung | 4/4    |

| Personendaten    | Personendaten    |
| ---------------- | ---------------- |
| NAME             | Akyol, Birkan    |
| KURZBESCHREIBUNG | deutscher Boxer  |
| GEBURTSDATUM     | 13. Februar 1992 |